# NGC 1184
NGC 1184 is een spiraalvormig sterrenstelsel in het sterrenbeeld Cepheus. Het hemelobject werd op 16 september 1787 ontdekt door de Duits-Britse astronoom William Herschel.

## Wil Tirion's Uranometria 2000.0
In Wil Tirion's sterrenatlas Uranometria 2000.0 (de eerste uitgave van 1987) is NGC 1184 het enige sterrenstelsel dat in kaart 4 voor komt.

## Synoniemen
- PGC 12174
- UGC 2583
- MCG 13-3-2
- ZWG 346.2
- IRAS03088+8035